# Aerologie
Die Aerologie (IPA: [aeʁoloˈɡiː], anhörenⓘ; von griech.: άέριος (aerios) „in der Luft befindlich, hoch“ und dem Morphem -logie), auch als Höhenwetterkunde bezeichnet, bildet den Zweig der Meteorologie, der sich mit dem Studium der freien Atmosphäre beschäftigt (den Luftschichten in über 1–2 Kilometern Höhe, oberhalb der atmosphärischen Grenzschicht). Der Begriff Aerologie wurde 1906 von Wladimir Köppen geprägt.
Eine wesentliche Datenquelle der Aerologie sind Messwerte, die durch unbemannte Ballone (Radiosonden) und Wettersatelliten, aber auch Flugzeuge und Höhenforschungsraketen gewonnen werden. Viele staatliche Wetterstationen führen regelmäßige Messreihen durch, z. B. Ballonsondenaufstiege zweimal täglich (meist am Mittag und um Mitternacht). Eine weitere wichtige Methode der Aerologie ist die bodengebundene Fernerkundung mit Laserstrahlen (Lidar) und Radarwellen (Wind Profiler/RASS) oder Spektrometern.